# 상주 북장사 목조삼전패
상주 북장사 목조삼전패(尙州 北長寺 木造三殿牌)는 대한민국 경상북도 상주시 내서면 북장사에 있는 목조삼전패이다. 2018년 12월 20일 경상북도의 유형문화재 제522호로 지정되었다.

## 개요
패(牌)는 불교의식이나 유교의식에 사용되는 의식구의 하나이며, 그 중 불가(佛家)의 패는 불·보살의 이름이나 소원하는 내용을 적은 명패를 화려하게 장엄하여 불단 위나 불상 앞이나 옆에 봉안한다. 원래 불가의 패는 통일신라시대와 고려시대 범종에 새긴 불패(佛牌)나 경전(經典)의 표지에 경전의 이름을 적었던 불패에서 그 모습을 찾을 수 있으며, 특히 조선 후기 17세기 이후 사찰재건과 대중불교의 성행에 따라 적극적으로 제작, 봉안된 것으로 보인다.
상주 <북장사 목조 삼전패>는 총 3점으로 명패 부분에 ‘주상전하수만세(主上殿下壽萬歲)’, ‘세자저하수천추(世子低下壽千秋)’, ‘왕비전하수제년(王妃殿下壽齊年)’이라는 발원문이 적혀있다. 제작에 관련된 기록이 발견되지 않아 절대 연도를 파악하기 힘들지만 조선후기에 제작된 전패의 양식이 잘 남아있으며 현재 직지성보박물관에 3점 모두 위탁 보관되어 있다.
일반적으로 전패는 주상, 왕비, 세자의 만수무강을 축원하는 내용으로 조성되며 연꽃으로 장식되는 불패와는 달리 왕을 상징하는 용과 봉황, 모란 등으로 장식하는 것이 일반적이다. 상주 <북장사 목조 삼전패> 또한 이러한 조선후기의 삼전패 양식을 따라 패두와 패신에 섬세하게 용이 조각되어 있으며 전체가 금색으로 채색되어 있다. 보존 상태 또한 뛰어나 대좌부터 머리 부분까지 모든 부재가 잘남아 있는데 이처럼 모두가 완벽하게 남아있으면서 삼전을 갖추고 명패까지 남아있는 예는 극히 드물다. 비록 제작관련 기록이 남아있지 않아 절대연도는 알 수 없지만 삼전패의 규모와 조각수법 그리고 보존상태 등을 고려했을 때는 조선후기 삼전패 중에서도 뛰어난 가치가 있다고 생각되며, 상주의 조선후기 불교문화를 대표하는 유물로 칭하기에 손색이 없다.

## 지정 사유
이 전패(殿牌)는 상주 북장사 극락보전에 불상과 함께 봉안되었던 목조의 삼전패인데, 현재는 직지사 성보박물관에 위탁 보관되어 있다. 삼전패는 왕실의 안녕을 기원하는 목적으로 제작된 것으로, 북장사 삼전패는 제작 당시의 구성을 온전하게 갖추고 있을 뿐만 아니라 좌대(座臺)와 패신(牌身)을 모두 갖춘 보기 드문 사례이다. 특히 생동감 넘치는 고부조(高浮彫)의 투각장식과 금니(金泥)의 화려한 장엄은 조선시대 불교 목공예를 대표할 만한 작품이다.
정확한 제작연대를 알 수 없고, 후대의 개채(改彩) 및 부재 결실 등 아쉬운 점이 있지만, 희소성과 예술성을 갖춘 뛰어난 작품이라 판단되므로 유형문화재로 지정한다.

## 참고 문헌
- 상주 북장사 목조삼전패 - 국가유산청 국가유산포털